# Симон і дуби
«Симон і дуби» (швед. Simon och ekarna) — шведська драма 2011 року з Біллом Скашгордом у головній ролі. Світова прем'єра стрічки відбулась на Кінофестивалі в Гамбурзі 7 жовтня 2011 року.

## Сюжет
Симон росте в робітничій родині на околиці Гетеборга. Його виховує тітка та дядько, хоча хлопчик вважає їх своїми батьками. Попри заборону батьків Симон хоче вивчати мистецтво. На початку Другої світової війни він починає навчатися в престижній школі, де товаришує з євреєм Ісааком. Ісаак — син заможного продавця книг, який втік від переслідувань з фашистської Німеччини. Життя двох хлопчиків та їхніх сімей переплітається, коли в Європі бушує війна. Наприкінці війни Симону стає зрозумілим, що його життя, сім'я та він сам більше не будуть колишніми.

## У ролях
| Актор             | Роль          |
| ----------------- | ------------- |
| Білл Скашгорд     | Симон Ларссон |
| Гелен С'єгольм    | Карін Ларссон |
| Ян Йозеф Ліферс   | Рубен Лентов  |
| Сесилія Нілссон   | Інга          |
| Стефан Гедіке     | Ерік Ларссон  |
| Карл Ліннерторп   | Ісаак Лентов  |
| Еріка Лефгрен     | Клара         |
| Катаріна Шуттлер  | Іза           |
| Жозефін Нельден   | Мона          |
| Лена Нюлен        | Ольга         |
| Ян-Ерік Емретссон | Клас          |
| Пер Брундін       | Оке           |

## Створення фільму

### Виробництво
Спочатку режисером фільму був Бйорн Рунге, але у квітні 2009 року було повідомлено, що він покидає проект. Наступного місяця Олін залишила роботу в Шведському інституті кінематографії, щоб замінити Рунге.

### Знімальна група
- Кінорежисер — Ліза Олін
- Сценарист — Марні Блок
- Кінопродюсер — Пер Голст, Крістофер Нільсон
- Композитор — Аннетта Фокс
- Кінооператор — Дан Лаустсен
- Кіномонтаж — Каспер Леік, Міхал Лещиловський, Андерс Нюландер
- Художник-постановник — Андерс Енгельбрехт, Лена Селандер, Фольке Стрембек
- Артдиректор — Андерс Енгельбрехт, Лена Селандер, Фольке Стрембек
- Художник-декоратор — Луїза Дрейк аф Гагельструм
- Художник-костюмер — Катя Ваткінс
- Підбір акторів — Симон Гуннарссон, Анетт Мандокі[6]

## Сприйняття

### Критика
Фільм отримав змішані відгуки. На сайті Rotten Tomatoes оцінка стрічки становить 53 % на основі 32 відгуки від критиків (середня оцінка 6,2/10) і 57 % від глядачів із середньою оцінкою 3,4/5 (489 голосів). Фільму зарахований «гнилий помідор» від кінокритиків та «розсипаний попкорн» від глядачів, Internet Movie Database — 6,5/10 (2 633 голоси), Metacritic — 62/100 (14 відгуків критиків).

### Номінації та нагороди
| Нагороди та номінації фільму «Правда» | Нагороди та номінації фільму «Правда»    | Нагороди та номінації фільму «Правда» | Нагороди та номінації фільму «Правда»              | Нагороди та номінації фільму «Правда» | Нагороди та номінації фільму «Правда» |
| Рік                                   | Кінофестиваль/кінопремія                 | Категорія/нагорода                    | Номінант                                           | Результат                             |                                       |
| ------------------------------------- | ---------------------------------------- | ------------------------------------- | -------------------------------------------------- | ------------------------------------- | ------------------------------------- |
| 2011                                  | Кінофестиваль у Гамбурзі                 | Нагорода за сценарій                  | Марні Блок                                         | Перемога                              |                                       |
| 2012                                  | Міжнародний кінофестиваль у Палм-Спрінгз | Нагорода глядачів                     | Ліза Олін                                          | Номінація                             |                                       |
| 2012                                  | Гетеборзький кінофестиваль               | Нагорода міста Гетеборг               | Ліза Олін                                          | Перемога                              |                                       |
| 2012                                  | «Золотий жук»                            | Найкраща чоловіча роль другого плану  | Ян Йозеф Ліферс                                    | Перемога                              |                                       |
| 2012                                  | «Золотий жук»                            | Найкраща жіноча роль другого плану    | Сесилія Нілссон                                    | Перемога                              |                                       |
| 2012                                  | «Золотий жук»                            | Найкращий фільм                       | Крістофер Нільсон                                  | Номінація                             |                                       |
| 2012                                  | «Золотий жук»                            | Найкраща жіноча роль                  | Гелен С'єгольм                                     | Номінація                             |                                       |
| 2012                                  | «Золотий жук»                            | Найкращий режисер                     | Ліза Олін                                          | Номінація                             |                                       |
| 2012                                  | «Золотий жук»                            | Найкраща робота оператора             | Дан Лаустсен                                       | Номінація                             |                                       |
| 2012                                  | «Золотий жук»                            | Найкращий монтаж                      | Каспер Леік, Міхал Лещиловський                    | Номінація                             |                                       |
| 2012                                  | «Золотий жук»                            | Найкращий дизайн костюмів             | Катя Ваткінс                                       | Номінація                             |                                       |
| 2012                                  | «Золотий жук»                            | Найкращий звук                        | Джейсон Люк                                        | Номінація                             |                                       |
| 2012                                  | «Золотий жук»                            | Найкращий грим                        | Луїза Дрейк аф Гагельструм                         | Номінація                             |                                       |
| 2012                                  | «Золотий жук»                            | Найкраща музика                       | Аннетта Фокс                                       | Номінація                             |                                       |
| 2012                                  | «Золотий жук»                            | Найкращі декорації                    | Андерс Енгельбрехт, Лена Селандер, Фольке Стрембек | Номінація                             |                                       |
| 2012                                  | «Золотий жук»                            | Найкращі візуальні ефекти             | Ларс Ерік Гансен, Маркус Б. Бродерсен              | Номінація                             |                                       |